# European Beer Star
A European Beer Star foi criada pelas organizações "Private Brauereien Deutschland" (Cervejarias privadas da Alemanha), "Private Brauereien Bayern" (Cervejarias privadas da Baviera) e pela "Associação de Cervejarias Pequenas e Independentes da Europa", que tem como função testar a qualidade e o sabor das cervejas.

## Produtos e Júri
Cervejas das mais diversas categorias, e feitas por pequenas cervejarias locais e também regionais, podem ser registradas. Para a competição de 2018, 2344 cervejas de 51 países diferentes participaram - não apenas da Europa, mas também da Austrália e da América do Norte. Outros países como, por exemplo, Brasil, Peru, El Salvador, Namíbia, Chile, Colômbia, entre outros, também participaram.
Os produtos são testados por uma elite de peritos em cerveja, muitos deles são de várias etnias. Em 2018, o júri teve 144 peritos em cerveja, testando as cervejas de 51 países.

## Registro
Os registros começam no mês de abril de cada ano, e encerram-se apenas em agosto. O critério para os testes são, basicamente, a apresentação de aroma e sabor. Dependendo da categoria, o produto testado tem que preencher alguns tipos de critérios, tais como, cor, espuma, nebulosidade, sabor do malte e lúpulo.

## O prêmio
De acordo com os jurados, as cervejas serão premiadas dentro de suas respectivas categorias (com medalhas de ouro, prata e bronze). Após todos os jurados terem terminado o seu julgamento, os visitantes da BRAU Beviale têm a oportunidade de escolher a sua cerveja favorita, entre todas as cervejas premiadas com medalhas de ouro, através de um teste de degustação, todos com os olhos vendados. O vencedor desse prêmio público é premiado junto com as outras premiações da cerimônia.